# 伴新三郎
伴 新三郎 (ばん しんざぶろう、1853年4月11日（嘉永6年3月4日） - 1926年（大正15年）1月18日）は、明治・大正時代の日本出身の実業家。
アメリカ合衆国（米国）で日本人移民の鉄道工夫派遣業で成功した。

## 来歴
小禄の旗本・伴孫六郎（孫六とも）の次男として幕末の1853年に江戸・本郷に生まれた。父は大番の組頭を務めていた。育ったのは下谷御徒町だった。
上野戦争では徳川家に恩義を感じていた祖母が新三郎を彰義隊に参加させようとしたが、母の反対により参加せず、箱館戦争の際は太鼓たたきとして榎本武揚の軍に参加するはずだったが、病により乗船できなかった。
1871年（明治4年）に断髪し、上野池ノ端のパーキンス英学塾に通ったのち、領事館の書記生として上海、天津、香港などで勤務した。日本で英語を学んだ教員の一人にジェームス・カーティス・ヘボンがいるとされる。学歴については大学南校や開成学校で学んだとする文献もある。
1883年（明治16年）に外務省勤務となり、暗号電報の符号作成に関わり、1885年（明治18年）にハワイ総領事となった安藤太郎の誘いで、1888年（明治21年）ごろに書記生としてホノルルへ赴任。領事館では会計担当だった。安藤が会長を務める現地の日本人禁酒会の副会長も務めた。ハワイでは禁酒運動で関わりのあった牧師の美山貫一から領事館員がキリスト教の教えを受け、1888年7月15日に新三郎は他の領事館員全員とともに受洗した。
1889年（明治22年）、安藤の帰国に伴い、新三郎も帰国して外務省に戻り、外務大臣となっていた榎本武揚から米国移民の現状視察の内命を受け、渡米。各州を視察中、オレゴン・ショートライン鉄道会社と日本人労働者の受け入れを交渉し、線路工夫として90人の日本人移民を送り込んだ。また渡米中にカナダ・バンクーバー島のユニオン炭鉱で炭鉱夫100人を求めていると知り、移民を送る計画を立てていた山口栄之丞と組んで1891年11月に移民100人を送り込んだ。その後1892年（明治25年）2月に山口とともに神戸移民会社を設立、新三郎は副社長となった。その前に外務省は退職していた。同年5月に現地駐在員としてポートランドに赴任するが、前年に送り込んだ移民は鉱山で採掘した経験がほとんどなく、そうした労働者を派遣したことを鉱山会社は契約違反と考えた。やむなく、鉱山の経験ある労働者を教育係として追加で73人送ったところ、炭鉱が生産過剰のため操業を停止していた。新三郎は最初に送った移民について、鉱山再開時の契約更新をおこなった後移民会社を退職した。
退職後の新三郎はポートランドで日系移民の相談や斡旋を手がける事務所を開いた。1893年（明治26年）には、ポートランドのメソジスト教会の役員となった。1898年のハワイ併合により、ハワイの日系移民をアメリカ本土に自由に移動させることが可能になり、事業の拡大をもたらした。
1902年頃にポートランドで「伴商店」を立ち上げる。鉄道工夫斡旋業は発展の一途をたどり、1904年（明治37年）には米国の「六大線路」に工夫を送り込んだ。伴商店はポートランドのほか、コロラド州デンバーをはじめアメリカ国内に5店舗、日本には東京と大阪の2店舗を構えた。鉄道工事請負業、日米商品の輸出入販売などの貿易業務のほかに、工夫らのつなぎ仕事のために、オレゴン州に森林を購入し、山林伐採や屋根板製造事業や牧畜事業にも乗り出し、大成功を収めた。こうした事業により山間の僻地に村落が誕生し、鉄道が敷かれ、米国で初めて日本人の名を冠した駅「バン・ステーション」が誕生した。新三郎の事務所で働いた渡米日本人の一人に、神奈川県出身の猪俣弥八がいる。
1904年（明治37年）には、日本語新聞「オレゴン新報」を創刊、同年に日露戦争が勃発すると、報国同盟会の会長として寄付金を募って日本政府に献金し、オレゴン州日本人会の初代会長にも就任した。
1918年（大正7年）の第一次世界大戦終結とともに、新三郎の事業も傾き始め、1923年（大正12年）の関東大震災では東京支店が焼失、ポートランド本社でも取付け騒ぎが起こり、やがて伴商店は倒産した。それ以前に、アメリカ政府による日本からの移民に対する制限強化も影響をもたらしており、移民の減少に伴って、彼らから徴収していた手数料を1日10セントから5セントに引き下げざるを得なかった。また、1923年に制定されたオレゴン州の外国人土地法は、非合衆国市民の土地所有やリースを禁じ、新三郎の事業に影響を与えた。
オレゴン州のネット百科事典である"Oregon Encyclopedia"およびオレゴン州歴史協会のサイト"The Oregon History Project"によると、新三郎は1926年に日本に帰国後、死去したとある。佐々木敏二の論文によれば、1926年1月18日に、東京府板橋（現・東京都板橋区）で死去したという。